# Azis
 (septembre 2019).
Si vous disposez d'ouvrages ou d'articles de référence ou si vous connaissez des sites web de qualité traitant du thème abordé ici, merci de compléter l'article en donnant les références utiles à sa vérifiabilité et en les liant à la section « Notes et références ».
Azis (bulgare : Азис), de son vrai nom Vasil Troyanov Boyanov (bulgare : Васил Троянов Боянов) né le 19 août 1978 à Sliven, est un chanteur de Tchalga bulgare d'origine rom.

## Biographie
À l'âge de 11 ans, il s'installe en Allemagne où il apprend l'allemand.
Malgré son identité rom et sa bisexualité, Azis connaît un important succès dans les Balkans et en Turquie. Il incorpore avec ingéniosité des rythmes musicaux orientaux dans la pop music bulgare que l'on retrouve par ailleurs aussi dans la musique pop turque et orientale. Son morceau le plus célèbre, Sen Trope, a été repris par des artistes dans de nombreux pays (Grèce, Roumanie, Serbie) et en France en 2015 par le rappeur marseillais L'Algérino.

## Discographie
Albums studios
| année | Titre original                | Translittération              | Sens en français           |
| ----- | ----------------------------- | ----------------------------- | -------------------------- |
| 1999  | Болка                         | Bolka                         | Douleur                    |
| 2000  | Мъжете също плачат            | Mâzhete sâshto platchat       | Les hommes pleurent aussi  |
| 2001  | Сълзи                         | Sâlzi                         | Les Larmes                 |
| 2002  | AZIS                          | -                             | AZIS                       |
| 2003  | На голо                       | Na golo                       | Le nu                      |
| 2004  | Кралят                        | Kraljat                       | Le roi                     |
| 2004  | Together- Заедно с Деси Слава | Together- Zaedno s Desi Slava | Ensemble (avec Desi Slava) |
| 2005  | AZIS 2005                     | -                             | AZIS 2005                  |
| 2006  | Дива                          | Diva                          | Diva                       |
| 2011  | Гадна порода                  | Gadna Poroda                  | La race des méchants       |

Compilations
| année | Titre original | Translittération | Sens en français |
| ----- | -------------- | ---------------- | ---------------- |
| 2002  | The Best       | -                | Le meilleur      |
| 2005  | Дуети          | Dueti            | Duo              |
| 2005  | The Best 2     | -                | Le meilleur 2    |

EPs (maxi singles)
| année | Titre original | Translittération | Sens en français  |
| ----- | -------------- | ---------------- | ----------------- |
| 2003  | Целувай ме+    | Celuvaj me+      | Embrasse moi+     |
| 2004  | Как боли       | Kak boli         | Comme ça fait mal |

## Vidéographie
Singles
- 2003 : Целувай ме+ (Celuvaj me+)
- 2004 : Как боли (Kak boli)
- 2011 : Гадна порода (Gadna poroda)
- 2011 : Хоп (Hop)
- 2011 : Mrazish
- 2011 : Сен Тропе (Sen Trope)
- 2012 : MMA
- 2012 : Kaji Chestno
- 2013 : Haide na moreto
- 2013 : Evala
- 2014 : Piy tsyala nosht
- 2015 : Djanam, djanam

DVD
- 2003 : Шоу спектакъл
- 2004 : Нищо лично
- 2004 : The Best Videoclips
- 2004 : Together With Desi Slava
- 2005 : AZIS 2005
- 2005 : Дуети (Dueti)
- 2006 : Аз, Азис (Az, Azis) (CD)
- 2007 : Azis